# 애팔래치아고원

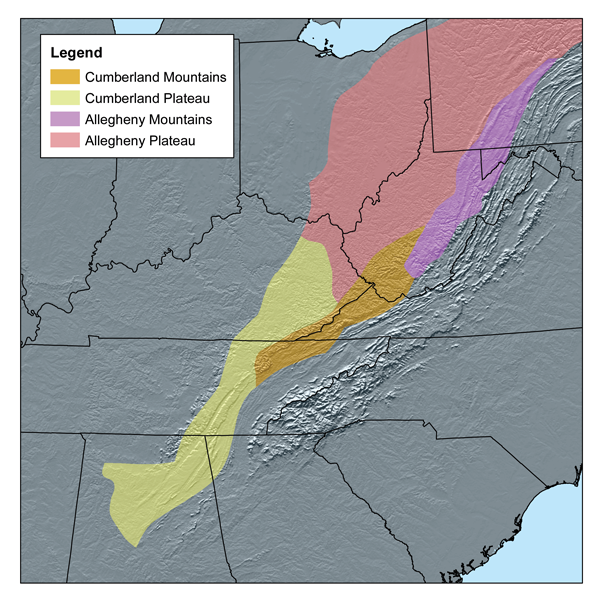

애팔래치아고원(Appalachian Plateau)은 애팔래치아산맥 서쪽에 있는 개석고원이다. 애팔래치아산맥은 캐나다의 노바스코샤에서 미국의 앨라배마주까지 이어지는 산맥이다.
애팔래치아고원은 미국의 애팔래치아 고지대의 북서쪽에 위치하며, 뉴욕주에서 앨라배마주까지 뻗어 있다. 이 고원은 미국의 2단계 지형학적 지역이며, 뉴욕주, 펜실베이니아주, 오하이오주, 메릴랜드주, 웨스트버지니아주, 버지니아주, 켄터키주, 테네시주, 앨라배마주, 조지아주의 일부를 포함한다.

## 지리 및 물리적 특징
고원의 형성은 고생대에 시작되었다. 이 시기의 지역적 융기는 지형 변화 없이 지역 전체가 융기하게 만들었다. 고원의 동쪽은 산맥처럼 보이는데 이러한 착시 현상은 앨러게니 프론트로 알려진 동쪽의 매우 가파른 경사 때문이다. 동쪽 가장자리는 애팔래치아고원의 가장 높은 부분이다. 펜실베이니아주에서는 해발 530미터에서 900미터 사이이며, 웨스트버지니아주를 향해 계속 높아져 해발 약 1,400미터에 이른다. 웨스트버지니아주에서 테네시주까지는 해발 900미터로 낮아지고, 앨라배마주에서는 300미터까지 계속 경사져 내려간다. 고원의 서쪽에서는 오하이오주에서 해발 450미터이며, 켄터키주에서는 약 1,200미터까지 높아진다. 켄터키주에서 북서부 앨라배마주까지는 해발 600미터까지 떨어진다. 고원은 북서쪽으로 약간 경사져 있어 동쪽이 더 높다.
고원의 상당 부분은 약 3억2천만년 전 펜실베이니아기에 형성된 탄전이다. 고원은 제4기 빙하기 동안 빙하 작용을 겪었다. 그 결과, 고원의 이 부분은 나머지 지리적 지역에 비해 상대적으로 평탄한 지형을 이룬다. 이 고원 부분은 보그, 호수, 그리고 작은 모래와 자갈 언덕을 포함한 빙하 시대의 흔적이 뚜렷하다. 고원 나머지 부분의 지형은 주로 하천 침식으로 형성되었다. 그 결과 다른 많은 고원과는 달리, 가파른 능선으로 둘러싸인 많은 좁은 하천 계곡을 포함하는 험준한 지형이 되었다.
켄터키주 지역은 동부 켄터키 탄전으로 알려져 있다. 35개 카운티를 포함하며 켄터키주 토지의 약 30%를 차지한다. 주요 지역으로는 앨러게니고원, 컴벌랜드고원 및 컴벌랜드산맥이 있으며, 최고봉은 컴벌랜드산맥에 위치한다.

### 지형학적 지역
지형학적 지역은 여러 요소에 의해 분류되는 넓은 토지 부분이다. 각 지역은 유사한 지질학, 지지학, 그리고 식물 및 동물군을 가진다. 미국에는 8개의 지형학적 지역이 있다. 지역은 25개의 지형구로 나뉘며, 지형구는 다시 귀획으로 나뉘어 미국에는 85개의 다른 지형학적 구획이 있다. 애팔래치아고원은 애팔래치아 고지대 지역의 지형구 중 하나이다. 애팔래치아고원 지형구는 7개의 지형구적 구획으로 나뉜다: 모호크, 캐츠킬산맥, 남부 뉴욕주, 앨러게니산맥, 카노와강, 컴벌랜드고원, 그리고 컴벌랜드산맥. 각 구획은 지질 구성, 지형, 야생동물의 유사성으로 인해 애팔래치아고원 지형구 아래로 분류된다. 마찬가지로, 애팔래치아 고원도 이러한 유사한 특성 때문에 애팔래치아 고지대 지역에 속한다.

## 지질학

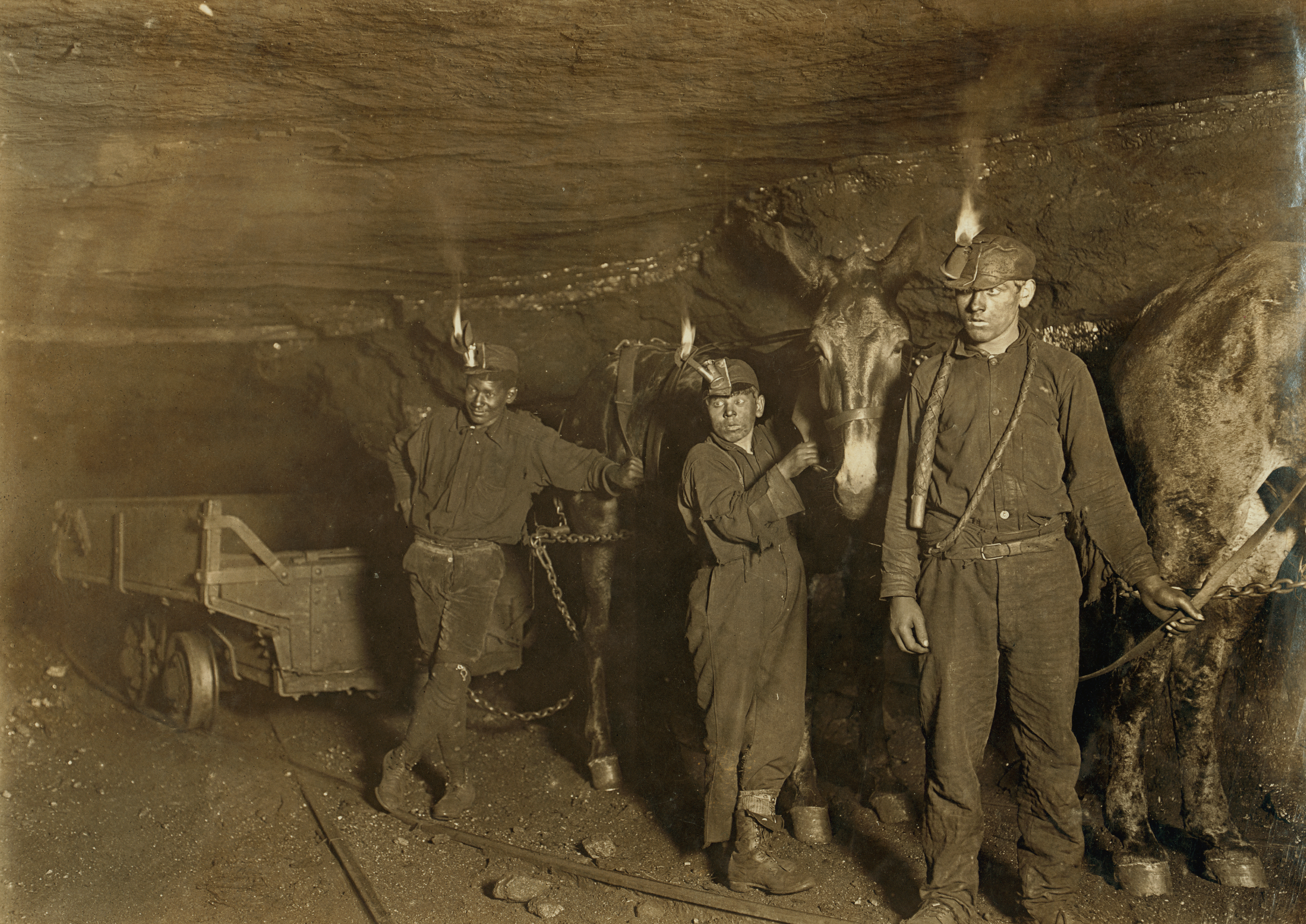
1908년 웨스트버지니아주 개리의 아동 석탄 광부들

애팔래치아고원 아래의 암석은 선캄브리아 시대 암석 기반 위에 고생대의 퇴적암이 겹쳐져 있다. 기반암 위에는 약 6,000미터 두께의 캄브리아기, 오르도비스기, 중기 실루리아기 암석 혼합층이 있다. 이 암석은 셰일, 실트암, 사암으로 구성되어 있다. 이 층 위에는 상부 실루리아기 증발암 분지, 또는 화학적으로 형성된 퇴적암 분지가 있다. 고원 습곡대는 구조적으로 복잡한 고생대 지층으로 구성되어 있으며, 이는 더 젊은 증발암 위로 충상단층을 형성했다.
애팔래치아산맥이 형성될 때, 고원도 융기했다. 능선과 계곡은 모두 고원 아래로 사라진다. 지역 전체에 걸쳐 여러 계곡이 있으며, 이 계곡에는 석회암과 셰일이 노출된 지역이 있다.

## 역사

### 미국 원주민
고고학자들은 미국 원주민이 12,000년 이상 전에 애팔래치아 지역에 살았다는 증거를 찾았지만, 언제 처음 이 땅에 거주했는지는 정확히 알기 어렵다. 펜실베이니아주 남부 미도크로프트 동굴 근처에서 최소 16,000년 된 고고학적 유물이 수집되었다. 초기 미국 원주민은 땅에서 살아가는 수렵채집인이었기 때문에, 삶의 물질적 흔적을 거의 남기지 않았다. 이로 인해 고고학자들이 그들이 이 지역에 정착한 시기를 결정하기 어렵다. 많은 역사적인 미국 원주민 부족들처럼, 초기 애팔래치아 거주민들은 계절에 따라 식량을 찾아 이동하는 유목민으로 살았다.
이 시기쯤 북아메리카는 여전히 마지막 빙하기에서 회복 중이었고, 기후는 현재와 매우 달랐다. 기후와 서식지는 더 낮은 기온, 수많은 침엽수, 그리고 매머드와 검치호 같은 대형 포유류가 있는 툰드라와 더 비슷했다. 결국 기후가 다시 따뜻해지기 시작했고, 대형 포유류는 사라지기 시작했으며, 오늘날 더 자주 볼 수 있는 식물들이 번성하기 시작했다. 이러한 기후 변화는 미국 원주민에게 더 지속 가능한 삶을 가능하게 했다. 그들은 새로운 무기를 발명하고 농업을 발전시켰으며, 유럽인들이 북아메리카에 도착할 때까지 이러한 변화는 계속되었다.

### 유럽인의 정착
유럽인들은 17세기부터 북아메리카에 정착하기 시작했다. 1749년 야코프 마틴과 스티븐 스웰은 애팔래치아고원, 특히 현재의 웨스트버지니아주의 포카혼타스군에 처음으로 정착한 것으로 알려져있다 유럽의 식민지화와 미국 원주민과의 경쟁은 새로운 질병으로 인한 높은 사망률뿐만 아니라 전쟁으로 인한 더 많은 사망과 사회적 혼란을 초래했다. 미국 원주민을 몰아낸 후, 유럽계 미국인 정착민들은 이 땅의 많은 부분을 농업용으로 개발했다.
1861년부터 1865년까지 애팔래치아고원은 남북 전쟁으로 고통받았지만, 다른 많은 지역에 비해 피해는 적었다. 전쟁 중 북군이 고원의 대부분을 장악했으며, 그 후 그 점유는 이의를 제기받지 않았다. 전쟁 중 고원 지역에서는 세 번의 주목할 만한 전투만이 발생하여, 땅의 많은 부분이 파괴되지 않았다.
전쟁 후, 석탄 산업이 번성했다. 웨스트버지니아주 맥도웰군과 같은 애팔래치아고원 지역의 많은 카운티는 탄광업이 지배적이 되었다. 탄광 마을이 형성되었고, 많은 이민자들이 일자리를 찾아 이 지역으로 몰려들었다. 채굴은 경제에 도움이 되었지만, 탄광의 혹독한 노동으로 인해 사망자가 많았다. 끔찍한 석탄 사고 중에는 1907년 모논가 탄광 재해가 있었다.

## 보호 지역
현대에 들어서 애팔래치아 지역을 인간의 영향으로 인한 훼손으로부터 보호하는 것이 중요해졌다. 환경 보호론자들은 애팔래치아 지역의 야생 생물을 보존하기 위해 싸워왔다. 이 지역은 잘 관리하면 동식물이 매우 회복력이 강하다는 것을 증명했다. 그러나 1890년대에는 철도, 제재소, 벌목의 발명으로 애팔래치아 지역의 숲 파괴가 본격적으로 진행되었다. 이는 지역에 대규모 홍수와 산불을 일으켰고, 지역 전역의 핵심종을 파괴했다. 삼림 파괴가 심각한 문제가 되고 있음을 깨달은 정부는 1911년 윅스법을 통과시켰는데, 이는 연방 정부가 미국 동부의 강과 유역을 보호하기 위해 사유지를 매입할 수 있도록 허용하는 법이었다.
이 법에 따른 첫 번째 매입은 피스가 국유림이었다. 1964년 야생법은 샤이닝 록과 린빌 협곡 야생지와 같은 수백만 에이커의 연방 토지에 대한 보호를 확대했다. 1975년 동부 야생법은 노스캐롤라이나, 버지니아, 테네시주에 걸쳐 보호 지역을 확대했다. 오늘날 이 지역의 약 21%가 보호받고 있다. 애팔래치아고원 지역 보존에 헌신하는 환경 단체로는 남부 애팔래치아 삼림 연합과 북부 삼림 동맹이 있다. 궁극적으로 전문가들과 연구자들은 애팔래치아 지역을 계속 보호하는 가장 좋은 방법은 보존의 이점을 사람들이 이해하고 지지하도록 대중 교육에 보존을 통합하는 것이라고 말한다.

## 야생 생물

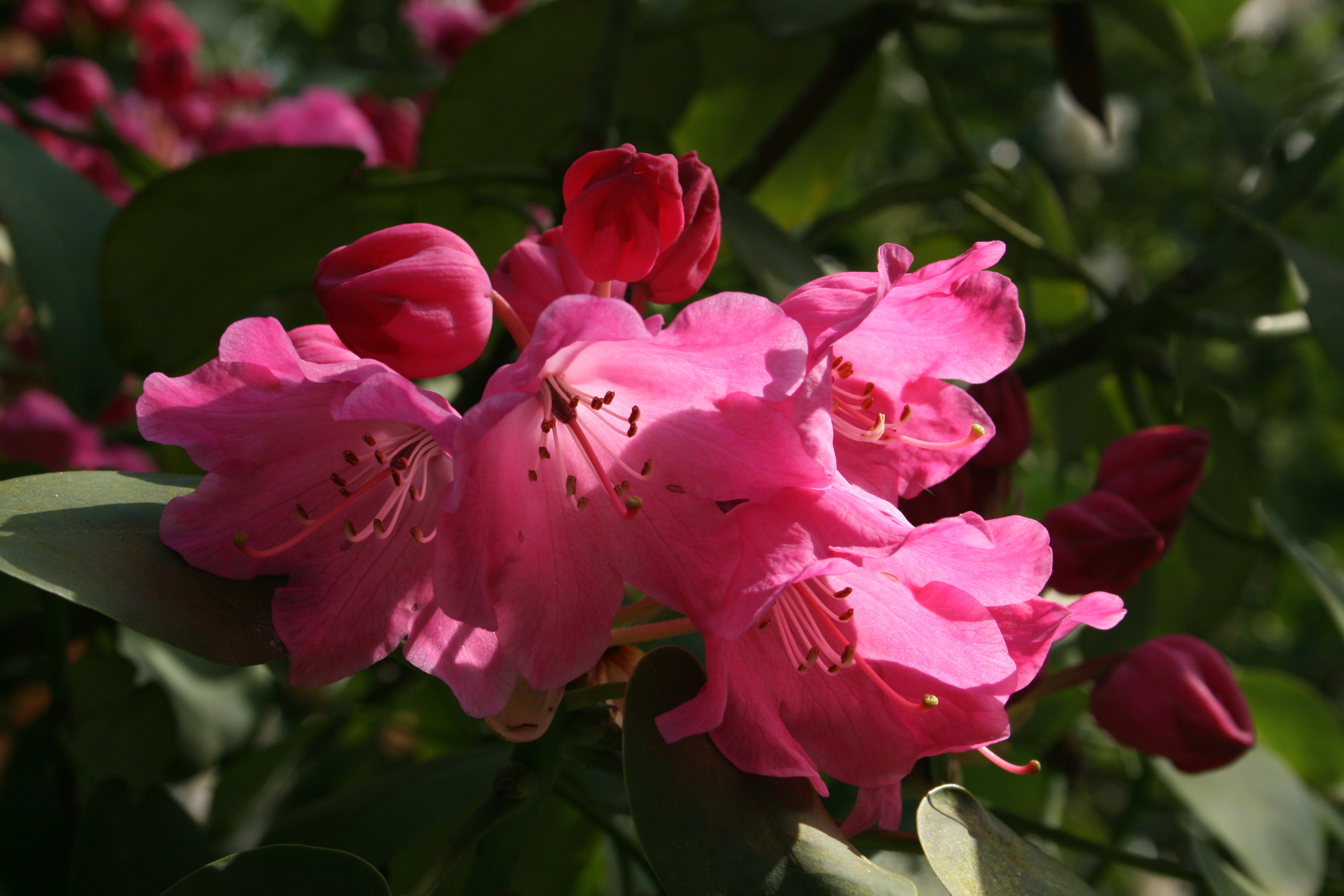
애팔래치아고원에 흔한 식물군인 진달래속

### 식물
애팔래치아 지역은 광대한 기후와 조건의 다양성으로 인해 다양한 동식물군이 서식하며 애팔래치아고원 지역에 큰 생물다양성을 제공한다. 북쪽으로는 붉은 가문비나무와 전나무와 같은 많은 침엽수림이 애팔래치아 지역의 가장 북쪽 위도에서 자라는 것을 볼 수 있다. 고원 북부 저지대에서는 설탕 단풍나무와 흰 참나무와 같은 북부 활엽수림을 찾을 수 있다. 남부 애팔래치아에서는 플라타너스, 호두나무, 히코리 나무의 성장이 흔하다. 애팔래치아 지역 내에는 약 2,000종의 식물군이 있는 것으로 추정된다. 꽃은 애팔래치아 지역의 고도와 기후에 따라 다르다. 애팔래치아 북부와 남부 지역에는 다른 종류의 꽃이 있다. 진달래속, 진달래 및 아메리칸 로렐과 같은 꽃은 남부 지역에서 발견될 수 있는 반면, 북부에서는 서비스베리, 박태기나무, 소우어우드 등이 나무에 열린다.

### 동물
들소와 늑대와 같은 동물들은 한때 애팔래치아 지역에 서식했지만 사라졌다. 와피티사슴은 이전의 과도한 사냥과 서식지 파괴로 인해 멸종되었던 일부 지역에서 재도입되었다. 애팔래치아고원 지역 전체에는 여우, 너구리, 멧돼지, 흑곰, 흰꼬리사슴, 비버가 풍부하다. 연구자들은 또한 야생 칠면조, 왜가리, 거위, 매, 오리 등을 포함하여 200종 이상의 사냥감 및 명금류가 있다고 밝혔다.
균류 또한 애팔래치아 지역에 흔하다. 샹트렐, 느타리버섯 및 바위 덩이줄기버섯을 포함한 풍부한 버섯과 지의류를 찾을 수 있다.

## 천연자원
애팔래치아고원은 험준한 지형에 걸쳐 광대한 천연자원을 보유하고 있다. 이 자원들 중에는 많은 퇴적물이 존재한다. 애팔래치아고원의 계곡에는 석회암이 풍부하다. 이 석회암은 여전히 시멘트와 골재를 위해 채굴되고 있다. 오랜 시간 동안의 과도한 채굴로 인해 많은 지역에서 석회암 광산이 고갈되었지만, 일부 지역은 여전히 비교적 풍부하다. 철석과 석탄 또한 풍부하게 발견되는 천연자원이다. 애팔래치아고원의 여러 지역에서는 충분한 식물 잔해가 축적되어 이탄을 형성했으며, 이 이탄은 매장, 압축 및 가열 과정을 거쳐 애팔래치아 탄전의 석탄이 되었다. 애팔래치아고원에 석탄이 풍부하여 탄광은 이 지역의 주요 산업이었으며 매우 성공적인 광업 중심지임이 입증되었다. 철광석은 한때 매우 풍부한 천연자원이었지만, 얇은 철광층으로 인해 시간이 지남에 따라 대부분 고갈되었다. 애팔래치아고원의 매우 잘 알려진 천연자원은 그 땅과 토양이다. 토양은 비옥하여 농지로 이상적이다. 애팔래치아고원 전역에서 발견되는 석회암 내부에는 오래된 식물과 줄기와 같은 많은 화석화된 물질이 있으며, 이는 고원에 천연가스와 석유가 풍부한 이유를 설명하는 데 도움이 될 수 있다.

## 랜드마크 및 주립 공원

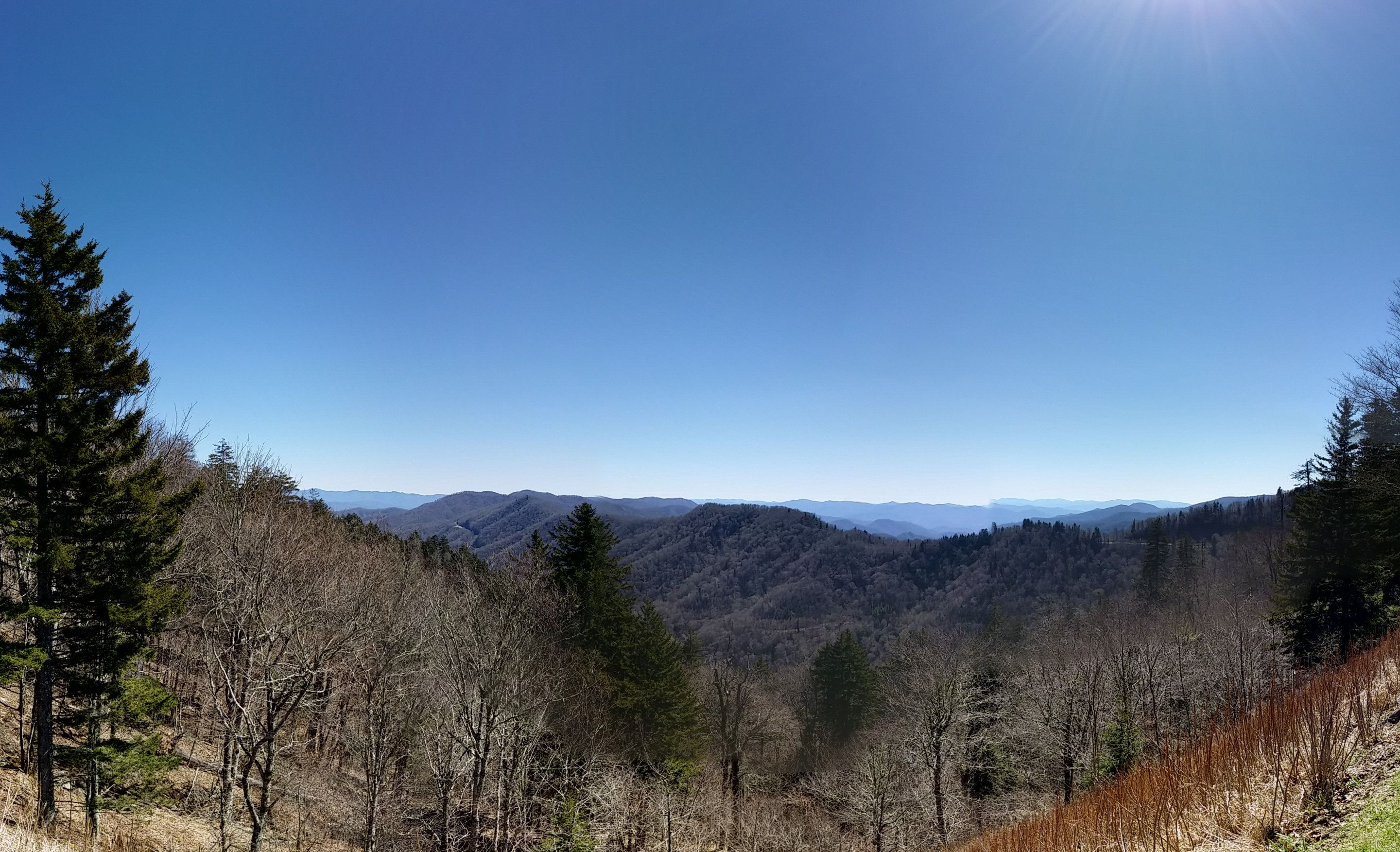
테네시주의 그레이트스모키산맥

애팔래치아고원에는 캠핑, 하이킹, 관광을 즐길 수 있는 많은 랜드마크와 공공 장소가 있다. 뉴욕의 알레가니 주립 공원, 펜실베이니아의 오하이오파일 주립 공원, 오하이오의 호킹 힐스 주립 공원, 웨스트버지니아의 쿠퍼스 록 주립 산림, 조지아의 클라우드랜드 캐니언 주립 공원은 고원 또는 고원 가장자리에 있는 유명한 주립 공원이다. 이 지역에는 더 많은 주립 공원과 주립 산림보호구역이 있으며, 웨인 국립 산림보호구역과 앨러게니 국립 사림보호구역도 애팔래치아고원에 위치한다.

## 같이 보기
- 애팔래치아산맥의 지질학[14]
- 컴벌랜드고원
- 앨러게니고원